# Římskokatolická farnost Střížov
Římskokatolická farnost Střížov je územním společenstvím římských katolíků v rámci vikariátu České Budějovice - venkov českobudějovické diecéze.

## O farnosti

### Historie
Plebánie je ve Střížově doložena již v roce 1346 a později byla inkorporována vyšebrodským cisterciákům. Vyšebrodský cisterciák jako farář ve Střížově je doložen ještě v roce 1931. Do farnosti později přestal být ustanovován sídelní duchovní správce a správa začala být vykonávána ex currendo z okolních farností (z Ledenic či z Římova).

### Současnost
Farnost je spravována ex currendo z Římova.
| Fotografie | Kostel             | Místo     | Bohoslužba             | Bohoslužba             | Poznámka     |
| ---------- | ------------------ | --------- | ---------------------- | ---------------------- | ------------ |
|            | Kaple Panny Marie  | Borovnice | neslouží se pravidelně | neslouží se pravidelně | obecní kaple |
|            | Kaple              | Lomec     | neslouží se pravidelně | neslouží se pravidelně | obecní kaple |
|            | Kostel sv. Martina | Střížov   | neděle čtvrtek         | 8.15 15.00             | farní kostel |